# L'Équipe
L'Équipe (v překladu "tým, družstvo") je francouzský sportovní deník, který patří k nejčtenějším deníkům v zemi.

## Historie
Noviny byly založeny 28. února 1946 jako nástupce sportovních novin L'Auto, které byly v roce 1944 zakázány. Od roku 1948 vychází jako deník. Noviny, které vycházejí sedmkrát týdně s podtitulem „Le Quotidien du sport et de l'automobile“, pokrývají všechny oblasti sportu se zaměřením na fotbal, rugby, motoristický sport a cyklistiku. Jeho denní náklad v roce 2006 byl kolem 355 000 výtisků.
Nakladatelství vydává také sportovní knihy, které jsou psány s výrazným přispěním redakce deníku. Od roku 1980 vychází též týdeník L'Équipe Magazine, který vychází v sobotu. Novější jsou Sports et Style, který vychází třikrát ročně od roku 2005, a L'Équipe Féminine od roku 2006. Od srpna 1998 vydavatel provozuje také televizní stanici s názvem L'Équipe TV.
V roce 1903 založil Henri Desgrange, tehdejší šéfredaktor deníku L'Auto, cyklistickou soutěž Tour de France. Tento cyklistický závod stále pořádá mateřská společnost L'Équipe - Amaury Sport Organization.